# Berthold I de Suabia
Berthold I numit și Berthold de Rheinfelden (n. 1060 – d. 18 mai 1090) a fost duce al Suabiei din 1079 până la moarte.
Berthold a fost fiul unic al antiregelui Rudolf de Rheinfelden care a fost oponentul împăratului Henric al IV-lea din dinastia Saliană. 
Mama sa a fost probabil Adelaida de Savoia (n.c. 1047/1053). La moartea mamei sale în 1079, tatăl său, Rudolf, l-a trimis sub protecția aliatului său Welf al IV-lea în teritoriile germane sudice, deoarece el însuși nu putea părăsi Saxonia și era lipsit de orice comunicare cu aliații săi din Suabia. Ca antirege, Rudolf i-a dat fiului său titlul de Duce al Suabiei însă Henric al IV-lea dăduse acest titlul lui Frederic de Suabia (mai târziu familia Hohenstaufen) ale cărui teritorii aveau avantaje strategice pentru el.
De-a lungul războiului civil împotriva lui Henric, Suabia s-a aflat într-o perioadă de veritabil haos. În 1084 Berthold a fost asediat de susținătorii lui Henric al IV-lea. Deși teritoriul său era unul puternic, el însuși a rămas într-o poziție nesemnificativă. În cele din urmă, el a lăsat lupta împotriva Salienilor pe seama lui Berthold de Zähringen și a lui Welf al IV-lea al Bavariei. 
La moartea lui Berthold I în 1090 fără a lăsa urmași, titlul de Duce al Suabiei, a revenit lui Berthold de Zähringen, cumnatul său. 
Berthold I a fost înmormântat în Mănăstirea St. Blasien. 